# Belau
 Ikke at forveksle med det indfødte navn for østaten Palau i Stillehavet
Belau er en by og kommune i det nordlige Tyskland, beliggende i Amt Bokhorst-Wankendorf i den sydvestlige del af Kreis Plön. Kreis Plön ligger i den østlige/centrale del af delstaten Slesvig-Holsten.

## Geografi
Belau ligger ved østbredden af Belauer See, 5 km sydøst for kommunen Wankendorf og 25 km syd for byen Kiel.